# ドイツ国民と国家を保護するための大統領令
1933年2月28日付ドイツ国民と国家を保護するための大統領令 (ドイツこくみんとこっかをほごするためのだいとうりょうれい、ドイツ語: Verordnung des Reichspräsidenten zum Schutz von Volk und Staat vom 28. Februar 1933 (RGBl. I S. 83)) は、1933年2月28日に布告されたドイツ国大統領令で、ヴァイマル憲法で定められた公民権の停止や中央政府の州政府への介入が規定されていた。この大統領令と1933年2月4日付ドイツ民族保護のための大統領令および1933年3月23日に成立した全権委任法は、ナチ党の権力掌握における重要なステップであり、それまで法の支配があったドイツ国がヒトラーによる独裁国家となる転機であった（但しいずれも議会審議を経て成立しているので法治国家ではあり続けている）。 
この大統領令は1933年2月27日深夜に起きたドイツ国会議事堂放火事件を受けて布告されたため、ドイツでは国会議事堂放火事件令 (Reichstagsbrandverordnung) とも呼ばれている。 
前文の他、全6条で構成され、第1条ではヴァイマル憲法で保障された公民権の停止、第2条・第3条では州に留保されていた司法権・立法権・行政権の中央政府への移譲、第4条・第5条では放火犯に対する死刑など、特定の犯罪に対する厳罰化が規定されていた。第6条は発効に関するもので、布告後ただちに効力を有するものとされた。 

## 概要

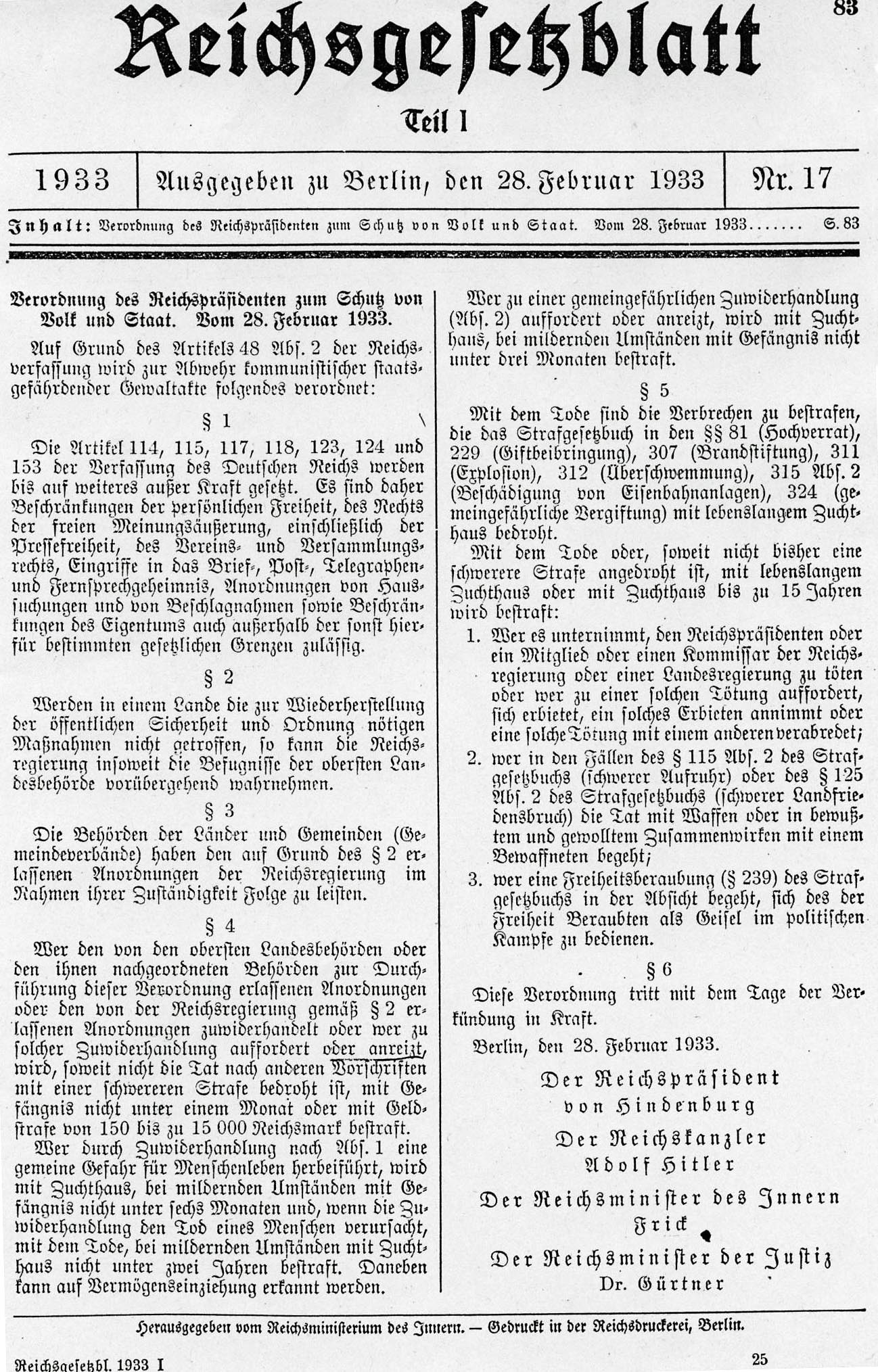
ドイツ国民と国家を保護するための大統領令を布告する官報

国会議事堂放火事件に対し、首相であったアドルフ・ヒトラーの建議により、国家緊急権の発動があり得ることを規定したヴァイマル憲法第48条に基づいて大統領パウル・フォン・ヒンデンブルクが布告した。前文および第1条にある通り、国民の権利を広範に制限するものであった。
この大統領令は1933年3月ドイツ国会選挙においてナチスに反対する候補者を一斉逮捕するための法的根拠として利用され、さらにその存在または活動が国家社会主義的意味におけるドイツの変革の妨げとなるとみなされるすべての人物および団体に介入する口実となった。 
第2条で、中央政府が州政府に介入する権利が与えられた。ヴァイマル共和制の下では、州はドイツ帝国の連邦諸国が元になっており、州が独自の警察・議会・内閣を持ち、司法権も管轄するなど極めて大きな自治権限を有していたが、これにより各州の組織構造まで含めた強制的同一化とそれを通じた中央集権化が強力に推し進められることになった。 
ドイツ国大統領ヒンデンブルクが布告し、首相アドルフ・ヒトラー、 内務大臣ヴィルヘルム・フリックおよび法務大臣フランツ・ギュルトナーが副署したが、この憲法上いささか疑義のある大統領令によりヴァイマル共和制は事実上崩壊し、全体主義的独裁体制への道が開かれることになった。   
この5日後に行われた1933年ドイツ国会選挙は、この大統領令の条項に基づいて実施された。

## 法的評価
早くも1941年には、 政治学者エルンスト・フレンケルが著書『二重国家』の中でこの大統領令を「第三帝国の権利章典」であると表現した。授権法である全権委任法と共に、この大統領令は、緊急事態の名の下に国家が為すすべての行為に対して無制限に合法性を与える法的根拠となったのである。ヴァイマル憲法第48条によると、緊急事態において大統領令を布告する際は以下の原則が守られるべきとされていた。 
1. 公の秩序が「著しく」危険に曝されていること。
2. 緊急事態における大統領令は秩序の回復を目的とすること。
3. 基本的人権の制限は「一時的」なものであること。

この大統領令がこの規定に合致するかどうかについて議論があるが、ナチ政権は以下の解釈に基づきこの大統領令に明白な合法性を与えることができた。 
1. 公の秩序への脅威があったかどうかは、ドイツ国大統領の判断による。
2. 緊急事態における秩序の回復は、憲法上の意味よりもむしろ政治的な意味に「拡大解釈」され得る。
3. この大統領令は「さらなる通知があるまで」適用されるものとされており、基本的人権を無期限に制限するものではないと解釈できる。

## 第5条の拡張
第5条では終身刑に換えて死刑を適用する犯罪が列挙されていた。これは1933年3月29日に制定された「死刑の適用および執行に関する法律」 (Gesetz über Verhängung und Vollzug der Todesstrafe、ドイツでは "Lex van der Lubbe" 「ファン・デア・ルッベ法」とも呼ばれる) により遡及的に延長され、1933年1月31日時点で起訴されていた犯罪にも適用されることになった。これは法の支配における基本原則の一つである法の不遡及に反するものであるが、こういった刑法の遡及適用はヴァイマル共和制では珍しいものではなかった。ドイツ国初代大統領フリードリヒ・エーベルトが布告した共和国保護のための大統領令と1922年共和国保護法が既に刑法の遡及適用を認めていたからである。

## 適用
前文に示されているように、本大統領令は当初共産主義者との闘争を正当化するために利用されていた。しかし、本大統領令そのものには「共産主義者の暴力的行為」の範囲や定義について言及がなかったため、適用範囲をヒトラーおよびナチ党の望み通りに拡大することができた。このため、実際にはすべてのドイツ国民がすべての基本的権利を失うことになった。プロイセン州だけでも、1933年3月中旬までに1万人以上がこの大統領令に基づいて逮捕されたと推定されている。さらに、出版物の禁止により多くの書籍が発禁とされ、1938年にはドイツ最古のキリスト教の説法書である「説教者とカテキスト (Der Prediger und Katechet)」さえも発禁となった。 

## 廃止
第5条に規定された罰則は、1947年6月20日付管理委員会法55号で明示的に廃止された。 

## 関連書籍
- Lothar Gruchmann: Justiz im Dritten Reich. 1933–1940. Anpassung und Unterwerfung in der Ära Gürtner (= Quellen und Darstellungen zur Zeitgeschichte. Bd. 28). 3., verbesserte Auflage. Oldenbourg, München 2001, ISBN 3-486-53833-0.
- Thomas Raithel, Irene Strenge: Die Reichstagsbrandverordnung. Grundlegung der Diktatur mit den Instrumenten des Weimarer Ausnahmezustandes. In: Vierteljahrshefte für Zeitgeschichte. Bd. 48, 2000, S. 413–460, (PDF; 7,13 MB).
- Andreas Schwegel: Der Polizeibegriff im NS-Staat. Polizeirecht, juristische Publizistik und Judikative 1931–1944 (= Beiträge zur Rechtsgeschichte des 20. Jahrhunderts. Bd. 48). Mohr-Siebeck, Tübingen 2005, ISBN 3-16-148762-1 (Zugleich: Göttingen, Universität, Dissertation, 2004).